# Yoon Bit-garam
Yoon Bit-garam (en coreano: 윤빛가람; Changwon, Gyeongsang del Sur, 7 de mayo de 1990) es un futbolista surcoreano. Juega de centrocampista y su equipo es el Suwon F. C. de la K League 1 de Corea del Sur.

## Trayectoria

### Clubes
| Club                             | País          | Año       |
| -------------------------------- | ------------- | --------- |
| Gyeongnam F. C.                  | Corea del Sur | 2010-2011 |
| Seongnam Ilhwa Chunma            | Corea del Sur | 2012      |
| Jeju United                      | Corea del Sur | 2013-2015 |
| Yanbian Funde                    | China         | 2016-2017 |
| Jeju United (préstamo)           | Corea del Sur | 2017      |
| Sangju Sangmu (servicio militar) | Corea del Sur | 2018-2019 |
| Jeju United                      | Corea del Sur | 2019      |
| Ulsan Hyundai                    | Corea del Sur | 2020-2021 |
| Jeju United                      | Corea del Sur | 2022      |
| Suwon F. C.                      | Corea del Sur | 2023-     |

### Selección nacional
| Selección | País          | Año           |
| --------- | ------------- | ------------- |
| Sub-17    | Corea del Sur | 2006-2007     |
| Sub-23    | Corea del Sur | 2010-2011     |
| Absoluta  | Corea del Sur | 2010-presente |

## Estadísticas

### Clubes
| Rendimiento de club | Rendimiento de club   | Rendimiento de club | Liga   | Liga   | Copa     | Copa     | Copa de la Liga | Copa de la Liga | Continental | Continental | Total | Total |
| Año                 | Club                  | Liga                | Part.  | Goles  | Part.    | Goles    | Part.           | Goles           | Part.       | Goles       | Part. | Goles |
| Corea del Sur       | Corea del Sur         | Corea del Sur       | Liga   | Liga   | KFA Cup  | KFA Cup  | Copa de la Liga | Copa de la Liga | Asia        | Asia        | Total | Total |
| ------------------- | --------------------- | ------------------- | ------ | ------ | -------- | -------- | --------------- | --------------- | ----------- | ----------- | ----- | ----- |
| 2010                | Gyeongnam FC          | K League 1          | 24     | 6      | 2        | 0        | 5               | 3               | -           | -           | 31    | 9     |
| 2011                | Gyeongnam FC          | K League 1          | 25     | 6      | 1        | 0        | 7               | 2               | -           | -           | 33    | 8     |
| 2012                | Seongnam Ilhwa Chunma | K League 1          | 31     | 1      | 2        | 1        | -               | -               | 7           | 1           | 40    | 3     |
| 2013                | Jeju United           | K League 1          | 31     | 1      | 4        | 1        | -               | -               | -           | -           | 35    | 2     |
| 2014                | Jeju United           | K League 1          | 37     | 4      | 0        | 0        | -               | -               | -           | -           | 37    | 4     |
| 2015                | Jeju United           | K League 1          | 36     | 6      | 3        | 1        | -               | -               | -           | -           | 39    | 7     |
| China               | China                 | China               | League | League | Copa CFA | Copa CFA | Copa CSL        | Copa CSL        | Asia        | Asia        | Total | Total |
| 2016                | Yanbian FC            | Superliga de China  | 25     | 8      | 0        | 0        | -               | -               | -           | -           | 25    | 8     |
| 2017                | Yanbian FC            | Superliga de China  | 12     | 3      | 0        | 0        | -               | -               | -           | -           | 12    | 3     |
| Corea del Sur       | Corea del Sur         | Corea del Sur       | Liga   | Liga   | KFA Cup  | KFA Cup  | Copa de la Liga | Copa de la Liga | Asia        | Asia        | Total | Total |
| 2017                | Jeju United (loan)    | K League 1          | 17     | 2      | 0        | 0        | -               | -               | -           | -           | 17    | 2     |
| 2018                | Sangju Sangmu (army)  | K League 1          | 33     | 7      | 1        | 0        | -               | -               | -           | -           | 34    | 7     |
| 2019                | Sangju Sangmu (army)  | K League 1          | 27     | 8      | 0        | 0        | -               | -               | -           | -           | 27    | 8     |
| 2019                | Jeju United           | K League 1          | 9      | 1      | 0        | 0        | -               | -               | -           | -           | 9     | 1     |
| 2020                | Ulsan Hyundai         | K League 1          | 24     | 4      | 3        | 2        | -               | -               | 0           | 0           | 27    | 6     |
| Total               | Corea del Sur         | Corea del Sur       | 294    | 46     | 16       | 5        | 12              | 5               | 7           | 1           | 329   | 57    |
| Total               | China                 | China               | 37     | 11     | 0        | 0        | 0               | 0               | 0           | 0           | 37    | 11    |
| Total carrera       | Total carrera         | Total carrera       | 331    | 57     | 16       | 5        | 12              | 5               | 7           | 1           | 366   | 68    |

### Selección nacional
Fuente:
| Selección de Corea del Sur | Selección de Corea del Sur | Selección de Corea del Sur |
| Año                        | Part.                      | Goles                      |
| -------------------------- | -------------------------- | -------------------------- |
| 2010                       | 3                          | 1                          |
| 2011                       | 10                         | 1                          |
| 2012                       | 1                          | 0                          |
| 2013                       | 0                          | 0                          |
| 2014                       | 0                          | 0                          |
| 2015                       | 0                          | 0                          |
| 2016                       | 1                          | 1                          |
| Total                      | 15                         | 3                          |

##### Goles internacionales
| No. | Fecha                | Sede                                               | Oponente        | Gol | Resultado  | Competición        |
| --- | -------------------- | -------------------------------------------------- | --------------- | --- | ---------- | ------------------ |
| 1.  | 11 de agosto de 2010 | Estadio Mundialista de Suwon, Suwon, Corea del Sur | Nigeria         | 1–0 | 2–1        | Partido amistoso   |
| 2.  | 22 de enero de 2011  | Estadio Suheim bin Hamad, Doha, Catar              | Irán            | 1–0 | 1–0 (t.s.) | Copa Asiática 2011 |
| 3.  | 5 de junio de 2016   | Eden Arena, Praga, República Checa                 | República Checa | 1–0 | 2–1        | Partido amistoso   |

#### Participaciones en fases finales
| Torneo                                | Sede          | Resultado     | Partidos | Goles |
| ------------------------------------- | ------------- | ------------- | -------- | ----- |
| Copa Mundial de Fútbol Sub-17 de 2007 | Corea del Sur | Primera fase  | 3        | 1     |
| Juegos Asiáticos de 2010              | Cantón        | Tercer puesto | —        | —     |
| Copa Asiática 2011                    | Catar         | Tercer puesto | 4        | 1     |

## Palmarés

### Títulos internacionales
| Título                      | Club          | País          | Año  |
| --------------------------- | ------------- | ------------- | ---- |
| Liga de Campeones de la AFC | Ulsan Hyundai | Corea del Sur | 2020 |

### Distinciones individuales
| Distinción                                   | Año  |
| -------------------------------------------- | ---- |
| Novato del Año de la K League                | 2010 |
| K League Best XI                             | 2010 |
| K League Best XI                             | 2011 |
| MVP de la Liga de Campeones de la AFC        | 2020 |
| Mejor Once de la Liga de Campeones de la AFC | 2020 |